# Abbaye du Puits d'Orbe
L'abbaye du Puits d’Orbe est une abbaye bénédictine féminine ayant existé entre le début du XIIe siècle et 1641. Elle était située entre Verdonnet et Asnières-en-Montagne, au nord de la Bourgogne-Franche-Comté, dans le département de la Côte-d'Or.

## Toponymie
On relève les formes suivantes :
- abbaye de Puy-d'Orbe, plus conforme à la nature du lieu. L'ancien français usait du vocable puy pour désigner « colline, hauteur » et par extension toute construction qui s'y trouvait ;
- abbaye Notre-Dame du Puits-d'Orbe ;
- monastère du Pays d'Orbe.

## Localisation
Les vestiges de l'abbaye se situent au nord-ouest de la Côte-d'Or, en limite du département de l'Yonne. Les vestiges occupent le sommet du coteau, entre les communes de Verdonnet et d'Asnières-en-Montagne.

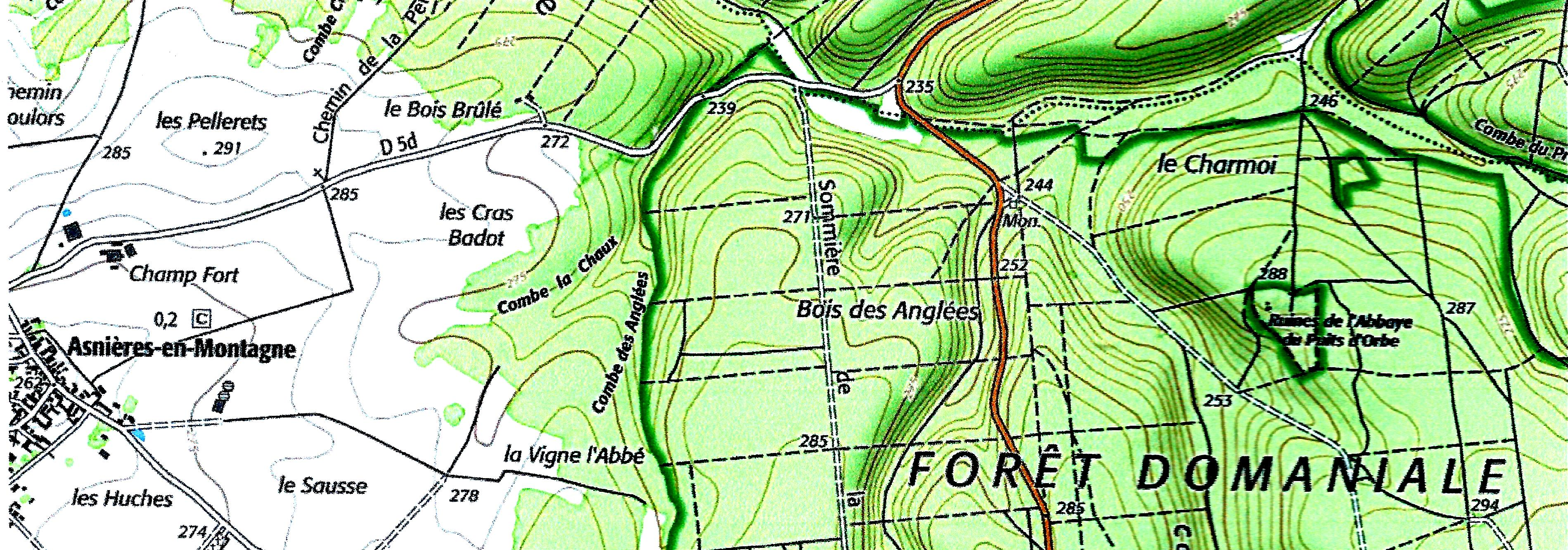
Localisation des vestiges de l'abbaye du Puits d'Orbe
(à droite de la carte).

## Historique

### Fondation
Les seigneuries de Cestre et de Verdonnet permettent, au début du XIIe siècle, au lieu-dit du Puits-d'Orbe, qu'un domaine monastique voit le jour entre 1112 et 1125, comprenant une abbaye bénédictine de femmes dédiée à Notre-Dame et placée sous l'autorité de l'abbaye de Moutiers-Saint-Jean,.
Proche de l'abbaye de Molesme et contemporaine de l'abbaye de Fontenay, cette abbaye doit sa création à Raynard de Montbard, frère d'André de Montbard, l'un des neuf fondateurs de l'ordre du Temple.

### Prospérité
Sous l'influence de Bernard de Clairvaux, plusieurs héritières de familles nobles y entrent, apportant d'importantes dots qui lui assurent rapidement la prospérité. Cette prospérité perdure jusqu'à la guerre de Cent Ans et perturbe l'ordre et la discipline de l'établissement.

### Régime de la commende
Avec l'élargissement du régime de la commende, Henri IV nomme Angélique d'Estrées, sœur de Gabrielle d’Estrées, à la tête de l'abbaye à la fin du XVIe siècle. Comme à l'abbaye de Maubuisson dont elle est également abbesse ; les mœurs se dégradent. Une de ses suivantes, Rose Bourgeois de Crespy, y organise la débauche des religieuses.

### Transfert de la communauté
En 1619, François de Sales est missionné par le pape Paul V afin de mettre fin aux écarts de conduite. À la suite de l’échec de sa mission, la communauté est transférée à Châtillon-sur-Seine en 1641, où le couvent des bénédictines de Châtillon-sur-Seine est édifié intra-muros.
Rose Bourgeois de Crespy demeure cependant au Puits d'Orbe en compagnie de quelques fidèles jusqu'à ce que l'autorité royale la saisisse et la transfère dix ans plus tard à Châtillon, où elle finit sa vie en 1657, recluse derrière les murs du nouveau couvent.

## L'abbaye aujourd'hui: quelques vestiges

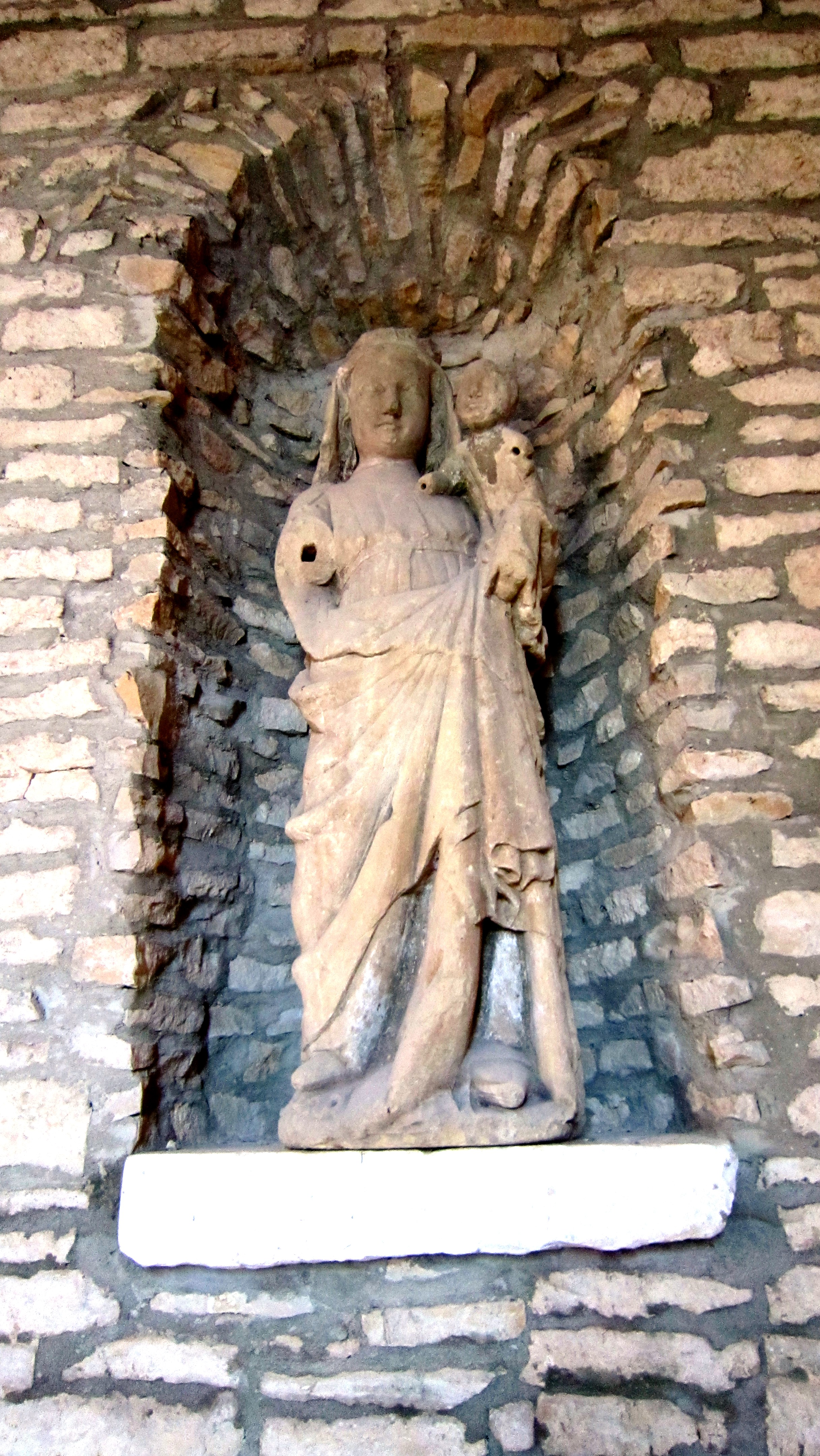
Vierge à l'Enfant (XIVe siècle), Verdonnet, église Saint-Barthélémy.

- Le monastère d'Asnières dont l'enclos abbatial de plus de 3 hectares était ceinturé de murs de 4 mètres de haut est aujourd'hui en ruines. On en trouve encore l'emplacement de la porte d'entrée ainsi que des pans percés de brèches[5].
- L'église Saint-Barthélémy de Verdonnet abrite une remarquable statuaire provenant de l'abbatiale du monastère, dont une Vierge à l'Enfant du XIVe siècle, classée à titre d'objet par les monuments historiques en 1964[6].

## Liste des abbesses de Notre-Dame du Puits d'Orbe
- 1129-1136 : Agnès Ier
- 1136-1165 : Alète
- 1165-1223 : Églantine
- 1223-12?? : Élisabeth
- 12??-1328 : Marguerite Ier
- 1328-1337 : Agnès II
- 1337-1349 : Isabelle Ier de Grignon
- 1349-1363 : Alix de La Grange
- 1363-1397 : Isabelle II de Grignon
- 1397-1444 : Jacquette de Rochefort
- 1444-1476 : Marguerite II de Juilly
- 1476-1483 : Guillemette de Servande
- 1483-1504 : Anne Ier de Mailly-Nesle
- 1504-1553 : Jeanne Ier de Savigny
- 1553-1583 : Françoise de Jaucourt
- 1583-1584 : Philiberte de Coligny-Châtillon
- 1584-1601 : Claude de Mandelot
- 16??-1641 (transfert à Châtillon) : Rose Le Bourgeois de Crépy, morte recluse en 1657.

- vers 1700 : Marie-Anne d'Estrades